# Петър Кирилов
Петър Кирилов е български народен певец, изпълнител на песенен фолклор от Северняшкия и Добруджански край.

## Биография
Петър Кирилов е роден на 28 юли в град Търговище. Родителите му живеят в град Попово. Музикалната среда, от която е заобиколен, му дава насоката – фолклор. Още в невръстна възраст Петър запява първата си песен – „Полегнала е Гергана“.
На 6-годишна възраст излиза пред първата си публика с песента „Залюбих мамо три моми“. През 2009 г. започва работа с педагози по вокално майсторство. Кариерата си започва в малките населени места на областта. Първите му записи са направени в град Попово през 2010 г.
Пее в Танцов ансамбъл „Северняче“ град Попово и музикалната школа. Две години е солист на състав при Народно читалище „Искра“. Четири години е солист на школата по пеене при Дома на културата в Попово.
В израстването си взима участия в телевизионни предавания, на местно и национална ниво. Участва в майсторски класове на Калинка Вълчева и Галина Дурмушлийска, а на по-късен етап работи с тракийския народен певец Стоян Варналиев, по песни от репертоара на Вълкана Стоянова. Прави записи с Представително вокално трио „АГРА“ с ръководител Йордан Габровски на подарените му от певицата Дарина Славчева песни – „Недо льо“ и „Бюлбюли пеят“.
През 2015 г. прави записи с оркестъра на ансамбъл „Мизия“ в град Търговище. През годините взима участие и печели много фолклорни надпявания и конкурси в страната и чужбина.
От 2015 г. е част от музикална телевизия „Фолклор ТВ“. Първата записана песен за телевизията е авторската „Мама на Стоян думаше“. Следват „Да зная, мамо“ „Две Ради“ „Северняшка китка“ и много други.
Записи и участия в БНТ, БНР, телевизия Скат, Дестинация БГ, радиа и други. 
Автор на Сборника "77 песни ,имена, истории от Северняшката фолклорна област" - Автентични песни.
Кирилов е обявен за Будител на 2017 година от организация на обединените нации.
Петър Кирилов е създател и директор на Национална фолклорна среща „Автентичност и съвремие“, която се провежда в град Попово.
Директор на Националния православен фестивал „Св. Св. Кирил и Методий“, фестивал с решение на Св. синод на БПЦ и под патронажа на Русенската Света митрополия.
Основател и организатор на Национален фестивал "Боженци" в МАИР "Боженци" село Боженци, община Габрово.
Петър Кирилов е председател на Сдружение за фолклор "Цветница". Художествен ръководител на фолклорна формация "Цветница" и Вокално трио "Цветница".  Магистър педагог с профил музика.

## Награди.
- Първа награда от Фестивал на творчеството 2011.
- Първа награда за изпълнения на помашки песни – Дриново 2011
- Носител е и на голямата награда от конкурса „С песните на Димитрина Кунева“
- Носител на награда „Пазител на традициите 2015 за България“
- Носител на Приз „Жива вода 2017“
- Специална награда от Международен Фолклорен Фестивал град Калараш, Румъния.
- Специална награда на кмета на град Прунду Баргаулуй, окръг Бистрица, Румъния.
- Награда от фестивала в град Клуж-Напока, Румъния.
- Второ място от Международен конкурс – Гюргево 2015, Румъния.
- Първо място от Тракийски събор – град Карнобат
- Първо място от фестивала „Шопски напеви“ град София.
- Второ място на Конкурс надпяване „С песните на Вълкана Стоянова“